# Kocsord (növénynemzetség)
A kocsord (Peucedanum) az ernyősvirágzatúak (Apiales) rendjének, zellerfélék (Apiaceae) családjába tartozó nemzetsége.

## Fajai
A kocsord növénynemzetségbe tartozó fajok a következők:
- Peucedanum alsaticum – buglyos kocsord
- Peucedanum angustisectum
- Peucedanum camerunensis
- Peucedanum cervaria
- Peucedanum formosanum Hayata
- Peucedanum galbanum
- Peucedanum japonicum
- Peucedanum kerstenii
- Peucedanum kupense
- Peucedanum officinale L. – sziki kocsord
- Peucedanum oreoselinum – citromkocsord
- Peucedanum ostruthium (L.) W.D.J. Koch
- Peucedanum palustre (L.) – mocsári kocsord
- Peucedanum praeruptorum
- Peucedanum sandwicense Hbd.
- Peucedanum verticillare (L.) Koch ex DC.